# Gorgui Dieng
Gorgui Sy Dieng (ur. 18 stycznia 1990 w Kébémer) – senegalski koszykarz, występujący na pozycji środkowego, reprezentant kraju.
W 2009 wystąpił w turnieju Nike Global Challenge, podczas którego został zaliczony do składu najlepszych zawodników imprezy. Rok później wystąpił w meczu gwiazd amerykańskich szkół średnich – Derby Classic.
Dieng w latach 2010–2013 był zawodnikiem zespołu Louisville Cardinals, reprezentującego w rozgrywkach dywizji I NCAA uczelnię University of Louisville. W jego barwach rozegrał 102 spotkania, w których zdobywał średnio po 8,3 punktu, 7,9 zbiórki i 2,6 bloku na mecz. Z drużyną tą w sezonie 2012/2013 zdobył mistrzostwo NCAA.
27 czerwca 2013 roku został wybrany w 1. rundzie draftu NBA z numerem 21 przez Utah Jazz. W tym samym dniu, wspólnie z Shabazzem Muhammadem, został wytransferowany do Minnesoty Timberwolves w zamian za Treya Burke’a. W debiutanckim sezonie (2013/2014) rozegrał 60 meczów, z czego 15 w „pierwszej piątce”. Zdobywał średnio po 4,8 punktu i 5 zbiórek na jedno spotkanie. Po zakończeniu sezonu wybrano go do „drugiej piątki” najlepszych debiutantów sezonu. Na początku sezonu grał niewiele (przeciętnie 6,5 minuty w meczu), zdobywając średnio po 1,7 punktu i 2,3 zbiórki na mecz. W marcu 2014 roku, gdy kontuzji doznali podstawowi gracze podkoszowi Timberwolves (Nikola Peković i Ronny Turiaf) zaczął grać w „pierwszej piątce” swojego zespołu, zdobywając w czasie 3 spotkań rozegranych podczas ich absencji przeciętnie 14,7 punktu, 14,3 zbiórki i 2 bloki na mecz. W rozegranym w tym okresie meczu przeciwko Houston Rockets zdobył 22 punkty i miał 21 zbiórek (w całym sezonie przynajmniej 20 punktów i 20 zbiórek w jednym meczu zdobyło oprócz niego 13 zawodników). W sumie w marcu 2014 roku zdobywał średnio po 8,6 punktu (przy skuteczności rzutów z gry na poziomie 61%) i 8,3 zbiórki i po jego zakończeniu otrzymał tytuł najlepszego debiutanta miesiąca.
Dieng jest reprezentantem Senegalu. W drużynie narodowej występował w eliminacjach do mistrzostw Afryki w koszykówce mężczyzn 2011. Został także powołany na Mistrzostwa Świata w Koszykówce Mężczyzn 2014. Podczas tej imprezy w fazie grupowej w meczu z Grecją zdobył 21 punktów i 14 zbiórek, z Portoryko 18 punktów i 13 zbiórek, z Chorwacją 27 punktów i 8 zbiórek, z Argentyną 11 punktów i 8 zbiórek i z Filipinami 13 punktów i 14 zbiórek, a w 1/8 finału przeciw Hiszpanii 6 punktów i 7 zbiórek.
6 lutego 2020 trafił w wyniku wymiany do Memphis Grizzlies. 26 marca 2021 został zwolniony.
29 marca 2021 podpisał umowę do końca sezonu z San Antonio Spurs. 9 sierpnia 2021 dołączył do Atlanty Hawks. 22 lipca 2022 zawarł kolejny w karierze kontrakt z San Antonio Spurs. 5 stycznia 2023 został zwolniony, po czym trzy dni później podpisał 10-dniową umowę z klubem. 20 stycznia zawarł drugą identyczną umowę, a następnie opuścił klub. 13 lutego 2023 podpisał nowy kontrakt ze Spurs.

## Osiągnięcia
Stan na 27 października 2023, na podstawie, o ile nie zaznaczono inaczej.

### NCAA
- Mistrz:
  - NCAA (2013)¹
  - turnieju konferencji Big East (2012, 2013)¹
  - sezonu regularnego Big East (2013)¹
- Uczestnik:
  - rozgrywek NCAA Final Four (2012, 2013)¹
  - turnieju NCAA (2011, 2012¹, 2013¹)
- Obrońca roku Big East  (2013)[17]
- Zaliczony do:
  - I składu:
    - Big East (2013)
    - turnieju Big East (2012)

### NBA
- Zaliczony do II składu debiutantów NBA (2014)[18]
- Uczestnik Rising Stars Challenge (2015)
- Debiutant miesiąca NBA (marzec 2014)

### Reprezentacja
- Brązowy medalista mistrzostw Afryki (2017)
- Uczestnik:
  - mistrzostw:
    - świata (2014 – 16. miejsce)
    - Afryki (2011 – 5. miejsce, 2015 – 4. miejsce, 2017)

  - kwalifikacji:
    - olimpijskich (2016 – 6. miejsce)
    - afrykańskich do mistrzostw świata (2017 – 2. miejsce)
- Zaliczony do I składu mistrzostw Afryki (2015, 2017)
- Lider:
  - strzelców Afrobasketu (2015 – 22,9)[19]
  - w zbiórkach mistrzostw Afryki (2015 – 14,9)[20]

¹ – NCAA anulowała wyniki zespołu w tamtych latach ze względu na naruszenie zasad ligi